# She's So Unusual
She's So Unusual é o álbum de estreia da cantora e compositora americana Cyndi Lauper, lançado em 14 de outubro de 1983 pela Portrait Records. O álbum foi relançado em 2014 para comemorar seu 30º aniversário, e foi intitulado de She's So Unusual: A 30th Anniversary Celebration. O re-lançamento contém demos e remixes de material lançado anteriormente, bem como um novo visual.
Em 1978, Lauper formou a banda Blue Angel. A banda logo assinou um contrato com a gravadora, Polydor Records; no entanto, seu álbum de estreia, Blue Angel, foi um fracasso comercial. A banda separou-se depois de despedir seu gerente, que processou Lauper por 80 mil dólares e a forçou à falência. Lauper passou a cantar em muitos clubes noturnos de Nova Iorque, e chamou a atenção de David Wolf, que se tornou seu empresário e, posteriormente, conseguiu que ela assinasse com a Portrait Records.
Seis singles foram lançados do álbum, com "Girls Just Want to Have Fun" tornando-se um sucesso mundial e sua primeira música á entrar na Billboard Hot 100. "Time After Time" tornou-se seu primeiro número um no gráfico e teve o sucesso semelhante em todo o mundo. Lauper também obteve sucesso com as canções de trabalho, "She Bop" e "All Through the Night" alcançando o quinto lugar. Isso faz Lauper a primeira cantora feminina a ter quatro singles no top cinco na Hot 100 de um álbum. She's So Unusual foi promovido pela Fun Tour durante 1983 e 1984.
O álbum é principalmente baseado em new wave, com muitas das canções sendo influenciadas pelo synth-pop e pop rock. Após seu lançamento, o álbum recebeu críticas positivas dos críticos de música, que notaram os vocais únicos de Lauper. Lauper ganhou vários prémios e nomeações para o álbum, incluindo duas no Grammy Awards de 1985, dos quais ganhou de Best New Artist. She's So Unusual atingiu o número quatro no gráfico Billboard 200 e ficou no top 40 por 65 semanas. O álbum já vendeu mais de 6 milhões de cópias nos Estados Unidos e 16 milhões em todo o mundo. Tornando-se o álbum mais vendido de Lauper até hoje e um dos álbuns mais vendidos dos anos 80. O álbum ficou em #487 na lista da Rolling Stone de The 500 Greatest Albums of All Time em 2003, e ficou em #41 na lista da Rolling Stone de Women Who Rock: The 50 Greatest Albums of All Time em 2012. Em 2019, o álbum foi selecionado pela Biblioteca do Congresso para preservação no Registro Nacional de Gravações por ser "culturalmente, historicamente, ou esteticamente significante".

## Antecedentes
Em 1978, Lauper conheceu o saxofonista John Turi e formaram a banda Blue Angel. Juntos eles gravaram uma fita demo da música original. Steve Massarsky ouviu a fita e gostou da voz de Lauper. Ele assinou um contrato com Blue Angel por 5 mil dólares e tornou-se gerente deles.
Lauper recebeu muitas ofertas para assinar como artista solo, mas rejeitou qualquer oferta que não incluísse o resto da banda. Blue Angel acabou assinando com a Polydor Records e lançou um álbum autointitulado pela gravadora em 1980. Apesar da aclamação crítica, o álbum foi um fracasso comercial. Os membros do Blue Angel também tiveram um desentendimento com Massarsky e despediram-no como empresário. Mais tarde, ele apresentou um processo de 80 mil dólares contra eles, que forçou Lauper a declarar falência.
Depois do término da banda, Lauper passou o tempo trabalhando em lojas de varejo e cantando em clubes locais. Em 1981, enquanto cantava em um bar de Nova Iorque, Lauper conheceu David Wolff, que assumiu como gerente dela. Com sua ajuda, Lauper assinou com a Portrait Records, subsidiária da Epic Records, na primavera de 1983 e logo começou a gravar seu álbum de estreia.

## Arte do álbum
A foto da capa de She’s So Unusual foi tirada na Henderson Walk, em Coney Island, Nova Iorque, no verão de 1983, por Annie Leibovitz. Lauper é retratada usando um vestido, de estilo baile, vermelho e vintage que ela comprou na loja de roupas onde ela costumava trabalhar, a Screaming Mimi's. Ela também é vista segurando um buquê de flores que foram comprados de um vendedor no calçadão no momento da sessão de fotos. Lauper tem bijuterias nas orelhas, nos braços, no pescoço e no tornozelo direito. Ela está descalça, com exceção das meias de rede, e seus saltos altos vermelhos parecem ter sido tirados na frente dela enquanto deitados de lado na parte inferior da foto. A foto de capa foi tirada em frente ao museu de cera, The World In Wax Musee. Pode-se ver atrás de Lauper que o museu tinha sido fechado há algum tempo e que na hora do fechamento havia uma estátua de cera do grande jogador de basquete porto-riquenho Roberto Clemente. O toldo de madeira acima da entrada com os dois painéis azuis tem o nome do museu. O primeiro painel dizia "The World" e o segundo painel "In Wax". Este foi pintado ficando fora da fotografia por razões desconhecidas.
Pela capa do álbum Janet Perr ganhou o Grammy Award de Best Recording Package, em 1985.

## Singles
O single principal do álbum "Girls Just Want to Have Fun", foi lançado em 6 de setembro de 1983. Este alcançou grande sucesso nos Estados Unidos, com seu vídeo musical tocando em várias estações e chegando ao número dois na Billboard Hot 100. Recebeu a certificação de Platina pela Recording Industry Association of America
(RIAA) pelas 2 milhões de cópias vendidas. O single foi um sucesso internacional, chegando no top dez em 19 países e ao número um em 10 países, incluindo: Austrália, Canadá, Brasil, Irlanda, Japão, Noruega e Nova Zelândia. "Girls Just Want to Have Fun" recebeu nomeações no Grammy Awards de 1985 para Record of the Year e Best Female Pop Vocal Performance, e ganhou Best Female Video no MTV Video Music Awards de 1984, entre várias nomeações.
"Time After Time" foi a segunda faixa de trabalho extraída do disco, lançado em abril de 1984. Repetiu o sucesso do single anterior e passou duas semanas consecutivas no número um na Hot 100, tornando-se o primeiro sucesso de Lauper número um na Billboard Hot 100 e, eventualmente, passou um total de 20 semanas no gráfico e recebeu a certificação de Ouro pela RIAA, pelas 1 milhões de cópias vendidas. Como o single anterior, "Time After Time" foi um sucesso internacional e chegou ao top 10 em 15 países. A canção recebeu uma indicação no Grammy para Song of the Year.
A terceira faixa escolhida para dar continuidade à divulgação de She's So Unusual, "She Bop" foi lançada em 2 de julho de 1984. Este atingiu o número três na Hot 100, tornando-se seu terceiro consecutivo hit no top cinco, e passou um total de 18 semanas no gráfico. Com vendas de mais de 1 milhões de cópias, a canção foi certificada com Ouro pela RIAA. A canção provou ser mais um sucesso internacional de Lauper, chegando no top 10 em 8 países. "She Bop" foi controversa no lançamento e ficou no número 15 no "Filthy Fifteen" do PMRC.
"All Through the Night", a quarta faixa de trabalho do álbum, foi lançado em setembro de 1984. Como os três trabalhos anteriores de Lauper, "All Through The Night" alcançou o top 5 da Hot 100 com um pico de número cinco. Foi escrito e originalmente gravado por Jules Shear, que também forneceu vocais de apoio. Teve um sucesso internacional moderado, atingindo o top dez em 6 países, e recebeu certificação de Ouro no Canadá.
O quinto single, "Money Changes Everything", lançado em dezembro de 1984. Teve um sucesso moderado e chegou ao número #27 na Hot 100, a primeira canção de Lauper a não alcançar o top dez.
A sexta e última canção de trabalho do álbum é um cover da canção do Prince, "When You Were Mine", lançado em 31 de janeiro de 1985 apenas no Canadá e no Japão. Conseguiu pouco sucesso, alcançando o número #62 no Canadian Singles Chart.

## Recepção

### Recepção crítica e comercial
| Críticas profissionais        | Críticas profissionais |
| Avaliações da crítica         | Avaliações da crítica  |
| Fonte                         | Avaliação              |
| ----------------------------- | ---------------------- |
| Allmusic                      | [ 3 ]                  |
| Christgau's Record Guide      | A                      |
| Encyclopedia of Popular Music | [ 32 ]                 |
| PopMatters                    | 7/10                   |
| Record Collector              | [ 34 ]                 |
| Rolling Stone                 | [ 35 ]                 |
| The Rolling Stone Album Guide | [ 36 ]                 |
| Slant Magazine                | [ 2 ]                  |
| Spin Alternative Record Guide | 9/10                   |

She's So Unusual atingiu o número quatro na Billboard 200, devido ao sucesso do primeiro single do álbum na rádio dos EUA e à intensa exibição de seu videoclipe na MTV. Nas semanas seguintes, as vendas do álbum permaneceram estáveis graças aos seguintes quatro singles e à turnê mundial de Lauper e aparições em programas populares de televisão e rádio. No geral, o álbum ficou 77 semanas na Billboard 200.
Tornou-se um dos álbuns mais vendidos de 1984. Desde então, vendeu mais de 6 milhões de cópias nos Estados Unidos, onde foi certificado com platina seis vezes pela RIAA, que o lista como um dos álbuns mais vendidos de todos os tempos. Pelo menos até 1986, o álbum foi o segundo álbum mais vendido no Canadá por uma artista durante a década, ficando atrás do álbum de estreia autointitulado de Whitney Houston, vendendo mais de 900 mil cópias.
She's So Unusual foi eleito como décimo primeiro melhor álbum do ano na pesquisa anual do The Village Voice dos críticos do Pazz & Jop em 1984. Em uma resenha retrospectiva para AllMusic, o crítico Stephen Thomas Erlewine chamou o álbum de uma "mistura de auto-confiança, sentimentalismo descarado e um humor inteligente". Sal Cinquemani da Slant Magazine chamou o álbum de "um clássico pop." Alternative Press disse que, com "algumas belas canções" e as três faixas bônus da reedição do CD, o álbum "certamente leva outra escuta."

### Prémios e indicações
She's So Unusual e os seus singles ganharam seis nomeações ao Grammy Award, incluindo Album of the Year e, ganhando nas categorias Best Recording Package e Best New Artist. "Girls Just Want to Have Fun" foi nomeado para Record of the Year e Best Female Pop Vocal Performance, e "Time After Time" foi nomeado para Song of the Year. Lauper teve nove indicações ao MTV Video Music Awards de 1984. "Girls Just Want to Have Fun" recebeu seis indicações, incluindo Video of the Year, e ganhando Best Female Video. "Time After Time" recebeu três indicações e "She Bop" recebeu uma indicação. Em 2002, o álbum ficou em #41 lugar na lista 50 Essential "Women In Rock" Albums da revista Rolling Stone. Em 2003, o álbum foi classificado em #494 na lista the 500 Greatest Albums of All Time da Rolling Stone. Em 2012, a Slant Magazine listou o álbum no #22 lugar na sua lista de "Best Albums of the 1980s", dizendo "uma coleção absolutamente inigualável de jóias pop profundas".
| Ano  | Recipiente                    | Categoria                                           | Resultado |
| ---- | ----------------------------- | --------------------------------------------------- | --------- |
| 1984 | "Girls Just Want to Have Fun" | Video of the Year                                   | Indicado  |
| 1984 | "Girls Just Want to Have Fun" | MTV Video Music Award para Best New Artist          | Indicado  |
| 1984 | "Girls Just Want to Have Fun" | MTV Video Music Award para Best Female Video        | Venceu    |
| 1984 | "Girls Just Want to Have Fun" | MTV Video Music Award para Best Concept Video       | Indicado  |
| 1984 | "Girls Just Want to Have Fun" | MTV Video Music Award – Viewer's Choice             | Indicado  |
| 1984 | "Girls Just Want to Have Fun" | MTV Video Music Award para Best Overall Performance | Indicado  |
| 1984 | "Time After Time"             | MTV Video Music Award para Best New Artist          | Indicado  |
| 1984 | "Time After Time"             | MTV Video Music Award para Best Female Video        | Indicado  |
| 1984 | "Time After Time"             | MTV Video Music Award para Best Direction           | Indicado  |
| 1985 | Cyndi Lauper                  | Grammy Award para Best New Artist                   | Venceu    |
| 1985 | She's So Unusual              | Grammy Award para Best Album Package                | Venceu    |
| 1985 | She's So Unusual              | Grammy Award para Album of the Year                 | Indicado  |
| 1985 | "Girls Just Want to Have Fun" | Grammy Award para Record of the Year                | Indicado  |
| 1985 | "Girls Just Want to Have Fun" | Grammy Award para Best Female Pop Vocal Performance | Indicado  |
| 1985 | "Time After Time"             | Grammy Award para Song of the Year                  | Indicado  |
| 1985 | "She Bop"                     | MTV Video Music Award para Best Female Video        | Indicado  |

## Lista de faixas
- Créditos retirados dos encartes dos álbuns She's So Unusual,[46] de 1983 e She's So Unusual (A 30th Anniversary Celebration), de 2014.[47]

| She's So Unusual – Edição padrão |                               |                                                          |                                                                          |         |  |
| N.º                              | Título                        | Compositor(es)                                           | Editor(es)                                                               | Duração |  |
| 1.                               | "Money Changes Everything"    | Tom Gray                                                 | Gray Matter Music/ATV Music Corp.                                        | 5:06    |  |
| 2.                               | "Girls Just Want to Have Fun" | Robert Hazard                                            | Heroic Music                                                             | 3:58    |  |
| 3.                               | "When You Were Mine"          | Prince                                                   | Ecnirp Music                                                             | 5:06    |  |
| 4.                               | "Time After Time"             | Cyndi Lauper Rob Hyman                                   | Dub Notes, Rella Music                                                   | 4:03    |  |
| 5.                               | "She Bop"                     | Lauper Rick Chertoff Gary Corbett Stephen Broughton Lunt | Rellla Music Co., Noyb Music Co., Wall to Wall Music Co. & Hobbler Music | 3:51    |  |
| 6.                               | "All Through the Night"       | Jules Shear                                              | Funzalo Music/Juters Music Co.                                           | 4:33    |  |
| 7.                               | "Witness"                     | Lauper John Turi                                         | Turalaura Music and Turi Music                                           | 3:40    |  |
| 8.                               | "I'll Kiss You"               | Lauper Shear                                             | Rellla Music Co., Funzalo Music / Juters Music Co.                       | 4:12    |  |
| 9.                               | "He's So Unusual"             | Al Sherman Al Lewis Abner Silver                         | Shapiro, Bernstein & Co. Inc                                             | 0:45    |  |
| 10.                              | "Yeah Yeah"                   | Hasse Huss Mikael Rickfors                               | Stainless Music Corp.                                                    | 3:18    |  |

| She's So Unusual – Edição remasterizada de 2000 (faixas bônus) |                                   | |         |  |
| N.º                                                            | Título                            | Notas | Duração |  |
| 11.                                                            | "Money Changes Everything (Live)" | Gravado em 1984, Irvine Meadows, Irvine, CA; edição não lançada anteriormente (áudio original do single 12") | 4:36    |  |
| 12.                                                            | "She Bop (Live)"                  | Gravado em 1984, Irvine Meadows, Irvine, CA; não lançada anteriormente                                       | 5:20    |  |
| 13.                                                            | "All Through the Night (Live)"    | Gravado em 1984, Irvine Meadows, Irvine, CA; não lançada anteriormente                                       | 4:48    |  |
| 14.                                                            | "Money Changes Everything"        | Gravado no Japan Summer Sonic Festival, em Osaka (11 de agosto de 2007) ou em Tóquio (12 de agosto de 2007)  | 5:10    |  |

Notas
- "Irvine Meadows" faixas ao vivo gravadas na Fun Tour no Anfiteatro Irvine Meadows, Laguna Hills, Califórnia, EUA (22 de setembro de 1984).[46]
- "Summer Sonic 07" faixa ao vivo gravada no Japan Summer Sonic Festival, Osaka (11 de agosto de 2007) ou Tokyo (12 de agosto de 2007).[48]
- Faixas 11 a 13 são faixas bônus na versão remasterizada de 2000
- As faixas 11 a 14 são faixas bônus na versão de mini-LP remasterizada do Japão de 2008[49]
- Em 2013, a remasterização do Japão de 2008 foi reeditada no formato BSCD2 com a mesma lista de faixas de 2008.[50]

| She's So Unusual: A 30th Anniversary Celebration – Edição padrão (faixas bônus) |                                                            |         |  |
| N.º                                                                             | Título                                                     | Duração |  |
| 11.                                                                             | "Girls Just Want to Have Fun (2013 Yolanda Be Cool remix)" | 5:52    |  |
| 12.                                                                             | "Time After Time (2013 NERVO Back in Time remix)"          | 4:53    |  |
| 13.                                                                             | "Time After Time (2013 Bent Collective remix)"             | 7:15    |  |

| She's So Unusual: A 30th Anniversary Celebration – Edição deluxe (disco bônus) |                                                             |         |  |
| N.º                                                                            | Título                                                      | Duração |  |
| 1.                                                                             | "Girls Just Want to Have Fun (1983 early guitar demo)"      | 3:32    |  |
| 2.                                                                             | "All Through the Night (1983 rehearsal with studio dialog)" | 5:30    |  |
| 3.                                                                             | "Rules and Regulations (1983 rehearsal)"                    | 2:41    |  |
| 4.                                                                             | "Money Changes Everything (demo)"                           | 4:52    |  |
| 5.                                                                             | "Girls Just Want to Have Fun (demo)"                        | 3:22    |  |
| 6.                                                                             | "Right Track, Wrong Train (non LP B-side)"                  | 4:40    |  |
| 7.                                                                             | "Witness (live, Boston, 1984)"                              | 3:12    |  |
| 8.                                                                             | "She Bop (1984 Arthur Baker remix)"                         | 6:27    |  |
| 9.                                                                             | "Time After Time (work in progress rough mix)"              | 4:00    |  |

| She's So Unusual: A 30th Anniversary Celebration – Edição deluxe japonesa (DVD) |                                  |         |  |
| N.º                                                                             | Título                           | Duração |  |
| 1.                                                                              | "The Making Of She's So Unusual" | 59:00   |  |

## Créditos
- Créditos retirados do encarte do álbum She's So Unusual, de 1983.[46]

| - Cyndi Lauper – arranjadora, vocais principais, vocal de apoio, produtora da reedição, conceito de arte da capa - Jules Shear – vocal de apoio - Ellie Greenwich – vocal de apoio - Eric Bazilian – baixo, guitarra, arranjador, saxofone em "Yeah, Yeah", vocal de apoio, Hohner - Rick Chertoff – percussão, arranjador, produtor - Krystal Davis – vocal de apoio - Rick DiFonzo – guitarra - Anton Fig – percussão, tambor - Rob Hyman – arranjador, teclado, sintetizador, vocal de apoio, escaleta Hohner - Neil Jason – baixo, guitarra - Maretha Stewart – vocal de apoio - Richard Termini – sintetizador - Diane Wilson – vocal de apoio - William "Rock Pygmy" Wittman – guitarra, produtor, engenheiro, produtor associado, arranjador em "When You Were Mine" - Peter Wood – sintetizador | Equipe técnica - John Agnello – engenheiro, assistente de engenhario - George Marino – reedição de masterização - Rod O'Brien – engenheiro - John Jansen – engenhario - Lennie Petze – produtor, produtor executivo, produtor da reedição - Dan Beck – gerente do produto - Amy Linden – notas do encarte - Janet Perr – direção de arte, design, conceito, conceito de arte de capa - Justin Ware – estilista do cabelo - Annie Leibovitz – fotografía |

## Desempenho nas tabelas musicais
| Parada musical (1983–85)            | Melhor posição |
| ----------------------------------- | -------------- |
| África do Sul (RISA)                | 6              |
| Alemanha (Media Control Charts)     | 23             |
| Austrália (ARIA Charts)             | 3              |
| Áustria (Ö3 Austria Top 40)         | 5              |
| Canadá (Canadian RPM Albums Chart)  | 1              |
| Canadá (The Record)                 | 1              |
| Estados Unidos (Billboard 200)      | 22             |
| Finlândia (Suomen virallinen lista) | 22             |
| Itália (Hit Parade Italia)          | 14             |
| Japão (Oricon)                      | 5              |
| Nova Zelândia (Recorded Music NZ)   | 3              |
| Noruega (VG-lista)                  | 4              |
| Países Baixos (Album Top 100)       | 19             |
| Reino Unido (UK Albums Chart)       | 2              |
| Suécia (Sverigetopplistan)          | 22             |
| Suíça (Schweizer Hitparade)         | 8              |

| Parada musical (1983–85)           | Melhor posição |
| ---------------------------------- | -------------- |
| Alemanha (Media Control Charts)    | 75             |
| Austrália (ARIA Charts)            | 24             |
| Canadá (Canadian RPM Albums Chart) | 5              |
| Estados Unidos (Billboard 200)     | 11             |
| Itália (Hit Parade Italia)         | 77             |
| Japão (Oricon)                     | 25             |
| Nova Zelândia (Recorded Music NZ)  | 33             |
| Noruega (VG-lista)                 | 11             |
| Países Baixos (Album Top 100)      | 68             |
| Reino Unido (UK Albums Chart)      | 70             |
| Suíça (Schweizer Hitparade)        | 16             |
| Parada musical (1985)              | Melhor posição |
| Austrália (ARIA Charts)            | 8              |
| Áustria (Ö3 Austria Top 40)        | 19             |
| Canadá (Canadian RPM Albums Chart) | 24             |
| Estados Unidos (Billboard 200)     | 28             |
| Nova Zelândia (Recorded Music NZ)  | 17             |

| Parada musical (1980–89) | Melhor posição |
| ------------------------ | -------------- |
| Austrália (ARIA Charts)  | 27             |

## Certificações e vendas
| Região                                                                                             | Certificação | Vendas     |
| -------------------------------------------------------------------------------------------------- | ------------ | ---------- |
| Alemanha (BVMI)                                                                                    | Ouro         | 250,000^   |
| Brasil (Pro-Música Brasil)                                                                         | 2× Platina   | 500,000*   |
| Canadá (Music Canada)                                                                              | 8× Platina   | 900,000    |
| Estados Unidos (RIAA)                                                                              | 7× Platina   | 7,000,000^ |
| França (SNEP)                                                                                      | Ouro         | 100,000*   |
| Hong Kong (IFPI Hong Kong Group)                                                                   | Ouro         | 10,000*    |
| Japão (RIAJ)                                                                                       | Ouro         | 372,000    |
| Nova Zelândia (RMNZ)                                                                               | Platina      | 15,000^    |
| Reino Unido (BPI)                                                                                  | Ouro         | 100,000^   |
| Suíça (IFPI Suíça)                                                                                 | Platina      | 50,000^    |
| Resumos                                                                                            |              |            |
| Mundialmente                                                                                       | —            | 16,000,000 |
| *números de vendas baseados somente na certificação ^distribuições baseadas apenas na certificação |              |            |